# Rocquigny, Ardennes

Rocquigny este o comună în departamentul Ardennes din nordul Franței. În 1 ianuarie 2022 avea o populație de 652 de locuitori.